# زمین‌لرزه ۲۰۱۱ نیوزیلند

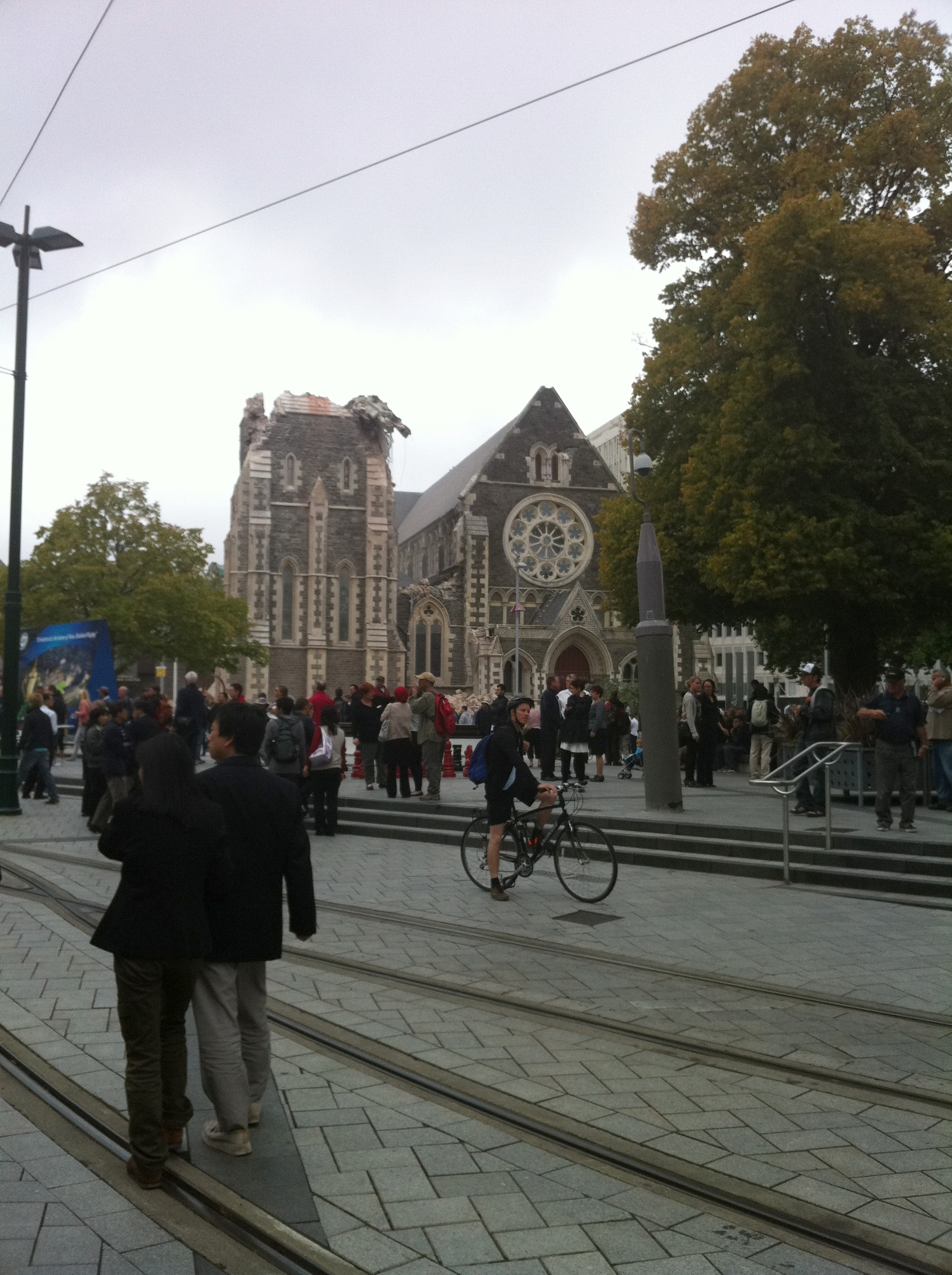
مرکز شهر دقایقی پس از وقوع حادثه

زمین لرزه کرایست‌چرچ ٫نیوزیلند، زمین‌لرزه ۶٬۳ ریشتری بود که در ظهر روز سه شنبه ساعت۱۲:۵۱ به وقت محلی ۳ اسفند ۱۳۸۹ (۲۲ فوریه ۲۰۱۱) در کشور نیوزیلند به وقوع پیوست. مرکز این زلزله در حومه جنوبی شهر و فاصله ۱۰ کیلومتری مرکز کرایست‌چرچ و عمق آن در کمتر از ۵ کیلومتری سطح زمین قرار داشت.
این زمین لرزه نسبت به زلزله پنج ماه قبل به علت عمق کمتر و نزدیکی بیشتر به مرکز شهر و هم‌زمانی با اوج ساعت ترافیک خسارات گسترده‌تری را در پی داشت به‌طوری‌که ده‌ها کشته و زخمی و میلیاردها دلار خسارت مالی بر جای گذاشت.
همچنین قدرت این زمین لرزه علی‌رغم کوچکتر بودن آن دو برابر زلزله قبلی و بیش از چهار برابر زمین لرزه‌های زمین‌لرزه ویرانگر هائیتی و کوبه بود.